# Lullabye (Goodnight, My Angel)
Lullabye (Goodnight, My Angel) è un singolo del cantante statunitense Billy Joel, pubblicato nel 1994 ed estratto dall'album River of Dreams.

## Tracce
7"
1. Lullabye (Goodnight, My Angel)
2. Two Thousand Years

## Cover
Tra i gruppi o artisti che hanno inciso la cover del brano vi sono John Stamos (2006), Céline Dion (2013) e Hayley Westenra (2013).